# 西满洲

中国东北地区的東清鐵路地图

西满洲，简称西满:106，主要是第二次国共内战时期的用法，指满洲（中国东北）西部，与东满洲相对。
1905年，日本取得東清鐵路部分——南满铁路权益后，满洲由此分为南满洲、北满洲。后以東清鐵路以东为东满洲、以西为西满洲。1945年12月28日，毛泽东代表中共中央指示东北局在军事上“让开大路，占领两厢”。随着东北战事推进，东满洲、西满洲之名得到更为广泛的使用。东北局于1945年12月成立西满分局。1946年4月，西满分局迁往齐齐哈尔，管辖周边地区:106—107。另设有西满军区。西满洲一般包括東清鐵路沈阳至哈尔滨线以西的齐齐哈尔、洮南（今洮安）、扶余、双辽、开鲁、阜新等地区。
现已不使用西满一名，而原以西满命名的事物仍有留存，如齐齐哈尔市的西满革命烈士陵园:107。